# 千光寺 (志木市)
千光寺（せんこうじ）は、埼玉県志木市にある真言宗智山派の寺院。志木市内の寺院では最古の歴史を持つ寺院である。

## 歴史
941年（天慶4年）、承興によって開山された。その後、1085年（応徳2年）に善海が中興し、1709年（宝永6年）に正運が再中興した。
当寺の本尊は不動明王であるが、それとは別に聖観世音菩薩像がある。運慶の作といわれており、秘仏である。33年ごとに開帳される。

## 文化財
- 千光寺の鰐口（志木市指定文化財 平成元年3月31日指定）[3]

## 交通アクセス
- 路線バス宿停留所より徒歩6分。